# 6-ヒドロキシドーパミン
6-ヒドロキシドーパミン（英語: 6-hydroxydopamine, 6-OHDA）または、オキシドーパミン（英語: oxidopamine）は、神経科学においてドーパミン作動性ニューロンおよびノルアドレナリン作動性ニューロンを選択的に変性除去するために用いられる神経毒。6-OHDAは、ドーパミンおよびノルアドレナリンの再取り込み輸送体によってニューロンに取り込まれる。ドーパミン作動性ニューロン特異的に除去するためには選択的ノルアドレナリン再取り込み阻害剤（デシプラミンなど）と併用されることがしばしばある。この逆も可能であるが、実際の研究においての実例は少ない。
科学研究における6-OHDAの主な使用目的はパーキンソン症候群をマウス、ラット、サルなどの実験動物に誘導することであり、この実験系はヒトのパーキンソン病に対する新しい医療を追求するために用いられている。MPTPも同様の目的に使用される。
IUPAC名は5-(2-アミノエチル)ベンゼン-1,2,4-トリオール、CAS登録番号は1199-18-4、28094-15-7（塩酸塩）、
636-00-0（臭化水素酸塩）である。